# Week-end (film, 1967)
Pour les articles homonymes, voir Week-end (homonymie).
Pour plus de détails, voir Fiche technique et Distribution.
Week-end est un film franco-italien réalisé par Jean-Luc Godard et sorti en 1967.
Le film suit Corinne et Roland, qui passe son week-end en voiture sur les routes d'Île-de-France et limitrophes, en circulant (quand c'est possible) entre embouteillages monstrueux et accidents sanglants. Leur « week-end » est ponctué de rencontres aussi bizarres que diverses, dressant un portrait détestable de la société de consommation.
Le film est principalement connu parce qu'il contient le plus long travelling de l'histoire du cinéma à savoir 300 mètres pour un plan séquence d'environ 9 minutes.

## Synopsis
Une jeune parisienne, Corinne, raconte à son psychanalyste ses rêves, qui comprennent des aventures extraconjugales et des expériences homosexuelles, avec une foule de détails érotiques. Comme tous les week-ends, Corinne et son mari Roland s'apprêtent à rendre visite à ses parents qui vivent à la campagne ; tous les samedis, ils mettent du poison dans la soupe de leur père, dans l'espoir d'un riche héritage.
Avant même de partir, ils assistent et participent à des épisodes de violence gratuite entre passants dans l'immeuble et sur le parking, puis, en cours de route, à une série d'accidents de la route de plus en plus choquants. Dans leur décapotable, ils se retrouvent dans un très long embouteillage (que le réalisateur montre dans un mémorable travelling de dix minutes), et se disputent avec des automobilistes arrêtés alors qu'ils tentent de doubler. Ils finissent par dépasser l'accident qui a provoqué l'embouteillage, avec des cadavres ensanglantés gisant sur le bord de la route. Plus loin, ils assistent à une collision frontale entre un tracteur et la décapotable d'une jeune fille riche, au cours de laquelle le garçon qui se trouvait à bord a perdu la vie ; la jeune femme insulte le fermier, puis se laisse consoler par lui.
Plus loin, ils sont pratiquement enlevés par Marie Madeleine et le comte de Cagliostro, qui se proclame fils de Dieu et d'Alexandre Dumas, mais ils parviennent à se libérer et à poursuivre leur odyssée. Obligés de continuer à pied, ils tentent en vain de voler une voiture à un jeune homme qui téléphone depuis une cabine publique ; ils avancent au milieu d'accidents de la route de plus en plus impressionnants et sanglants, avec des cadavres éparpillés et des véhicules renversés et en feu, terrible représentation de l'effondrement de la société bourgeoise, tandis que le voyage devient de plus en plus onirique et symbolique, la réalité s'effondrant dans le surréalisme. Ils rencontrent également des personnages littéraires aux occupations les plus diverses : le jacobin Louis Saint-Just lit une proclamation révolutionnaire en se promenant dans les champs, Tom Pouce est un homme adulte (le « Gros Poucet ») et Emily Brontë cite une histoire avant que Roland ne l'immole par le feu.
Roland et Corinne échangent leurs vêtements en lambeaux contre des vêtements arrachés à des accidentés. Ils arrivent dans la cour d'une ferme et écoutent un pianiste jouer un mouvement de la Sonate pour piano no 18 de Mozart et parler de musique contemporaine avec les paysans et les passants. Les jours suivants, ils poursuivent leur errance, Corinne est entraînée par un voyou qui la viole dans l'indifférence de son mari. Ils se font raccompagner par deux ouvriers étrangers qu'ils doivent ensuite remplacer dans des emplois de manœuvre.
Une semaine s'est écoulée avant qu'ils n'arrivent chez les parents de Corinne, dont le père est déjà mort. Pour forcer sa belle-mère à parler, Roland lui tranche la gorge avec un couteau. Sur le chemin du retour, ils tombent dans une embuscade tendue par les jeunes guérilleros du FLSO (Front de Libération de Seine-et-Oise), qui les capturent avec des pique-niqueurs. Ils sont emmenés au camp, où les révolutionnaires mangent de la chair humaine. Le chef les accueille en jouant du tambour et en déclamant des vers de Lautréamont.
Contraints de rester avec les guérilleros, ils participent à une action armée au cours de laquelle Roland tente de s'enfuir, profitant de la confusion, mais il se fait abattre. Le chef décide d'échanger Corinne contre son compagnon de captivité, mais ce dernier est tué dans la fusillade qui s'ensuit. Corinne devient alors la maîtresse du chef, et son premier acte est de se nourrir de la chair de son mari.

## Fiche technique
- Titre original : Week-end
- Titre italien : Week End - Una donna e un uomo da sabato a domenica
- Réalisation : Jean-Luc Godard
- Scénario : Jean-Luc Godard, inspiré de la nouvelle La autopista del Sur, par Julio Cortázar (non crédité)
- Dialoguiste : Jean-Luc Godard
- Assistant-réalisateur : Claude Miller
- Musique : Antoine Duhamel
- Musiques additionnelles : 
  - Chanson Allô… tu m'entends de Guy Béart
  - Sonate pour piano KV 576 de Mozart
- Directeur de la photographie : Raoul Coutard
- Ingénieur du son : René Levert
- Montage : Agnès Guillemot
- Pays d’origine :  France,  Italie
  - Langue : français
  - Extérieurs : Yvelines
- Directeurs de production : Ralph Baum, Philippe Senné
- Sociétés de production : Les Films Copernic, COMACICO, Lira Films (France) et Ascot-Cineraid (Italie)
- Société de distribution : Gaumont
- Format : couleur par Eastmancolor — 35 mm — 1.66:1 — son monophonique
- Genre : Comédie noire
- Durée : 103 minutes
- Dates de sortie : 
  - France 27 décembre 1967
  - Italie 13 avril 1968
- Mentions CNC : interdit aux -16 ans, Art et Essai (visa d'exploitation no 33349 délivré le 26 décembre 1967)[1]
- Affiche : Jouineau Bourduge (France)

## Distribution
- Jean Yanne : Roland
- Mireille Darc : Corinne
- Jean-Pierre Kalfon : le chef du FLSO
- Jean-Pierre Léaud : Saint-Just et le minet du 16e
- Yves Beneyton : un membre du FLSO
- Valérie Lagrange : la femme du chef du FLSO
- Anne Wiazemsky : la fille à la ferme et un membre du FLSO
- Michel Cournot : l'homme dans la basse-cour
- Paul Gégauff : le pianiste
- Daniel Pommereulle : Joseph Balsamo
- Yves Afonso : Gros Poucet
- Virginie Vignon : Marie-Madeleine
- Juliet Berto : la bourgeoise dans l'accident et un membre du FLSO
- Blandine Jeanson : Emily Brontë et une fille à la ferme
- Ernest Menzer : le cuisinier
- Helen Scott : une femme en voiture
- Georges Staquet : le conducteur du tracteur
- Sanvi Panou : l'éboueur congolais
- László Szabó : l'éboueur algérien
- Michèle Breton : la fille dans les bois
- Jean Eustache : l'auto-stoppeur
- Corinne Gosset
- Louis Jojot
- Christophe Bourseiller : le garçon déguisé en indien

## Production

### Genèse et développements
Week-end clôt un cycle dans l'œuvre de Jean-Luc Godard. C'est son dernier film avant 1968, une œuvre de transition entre ces deux périodes que l'on a définies dans sa biographie comme « les années Karina » (du nom de sa première femme Anna Karina, l'une des icônes de la Nouvelle Vague) et « les années Mao », c'est-à-dire celles de l'engagement politique dans le groupe Dziga Vertov avec la déconstruction et la remise en question du langage cinématographique qui en découlent.
Le budget de 950 000 francs a permis l'embauche de deux vedettes montantes (Mireille Darc et Jean Yanne) et l'achat d'une quantité de voitures à détruire, que l'on voit écrasées, brûlées, accidentées et retournées tout au long du film, dont le coupé Alfa Romeo bleu de Godard, que le réalisateur sacrifie alors qu'il est en excellent état.
Apparemment, le long métrage naît d'une critique sociologique de la société contemporaine, comme d'autres qui l'ont précédé dans la filmographie du réalisateur franco-suisse : la crise de la famille bourgeoise, avec la crise des valeurs morales qui en découle, le mythe de la mobilité individuelle et la question du temps libre. Godard part de l'idée initiale d'un pari formel ; la structure du film doit s'articuler autour de deux séquences, dont deux sont d'authentiques virtuosités : l'embouteillage de voitures et le concert dans la ferme. La première montre en un seul plan un travelling de 300 mètres sur un tronçon de route ; la seconde est filmée en un triple plan circulaire avec la caméra tournée vers l'extérieur, accompagnée par le son du piano, pour montrer la réaction de tous les auditeurs dans la cour de la ferme. Pour être précis, il y a à l'origine quatre séquences-clefs, toutes conservées dans la version finale, car il faut ajouter aux deux principales le discours politique d'un Noir et d'un Arabe face à la caméra (avec des paroles de Stokely Carmichael des Black Panthers et de Frantz Fanon) et, surtout, la longue confession érotique de Corinne.

### Le travelling de l'embouteillage
La scène de l'embouteillage de voitures est tournée le 2 octobre 1967 près de l'abbaye de Port-Royal des Champs, le long de la route D91 menant de Voisins-le-Bretonneux à Magny-les-Hameaux. Les trois jours précédents sont consacrés à la préparation des véhicules sur la chaussée bordée d'arbres. La caméra, installée sur des rails dans le champ qui borde la route, se déplace à la même vitesse que la décapotable noire des acteurs, qui passe la queue de l'embouteillage avec une extrême lenteur. Au total, le plan-séquence dure plus de 9 minutes pour une longueur de 300 mètres.

« C'est tourné du côté de Saint-Cyr. On a mis une semaine pour installer le travelling parce que le champ était en devers. Il y avait à peu près 1,50 m de dénivelé entre le départ du travelling et l’arrivée du travelling. Il a fallu faire une construction assez solide pour pouvoir supporter deux chariots de travelling, plus une dolly de manière qu'on récupère le dénivelé en montant le bras afin de donner l'impression qu'on était à la même hauteur. Le tournage lui-même a pris une petite journée. On a dû faire 5 ou 6 prises, pas plus. La distance a été choisie en fonction du nombre de rails qui étaient disponibles. Donc on a fait un travelling de 300 mètres. C’est un plan étonnant, mais à la limite ça n'a pas beaucoup d’imagination. C'était l'époque où il n'y avait toujours pas de scénario. C'était donc relativement difficile de savoir ce que Jean-Luc avait l'intention de faire. Il aime bien dire : Le cinéma, c'est l’art du mouvement, donc on peut changer d'avis ! »

— Raoul Coutard

### Pellicule
Godard oblige Raoul Coutard à travailler avec une pellicule Eastmancolor mais en doublant la sensibilité, avec un fort risque de surexposition. Pour obtenir l'esthétique « criarde » recherchée, le chef opérateur doit fermer au maximum le diaphragme de la caméra et utiliser plus d'un filtre devant l'objectif. Raoul Coutard a déclaré « Pour Week-end, Jean-Luc Godard avait décidé de faire ça avec une pellicule la plus rapide du marché en doublant la sensibilité, ce qui était très compliqué à faire. À chaque fois, il y avait quand même ce besoin, pour Jean-Luc, de faire quelque chose de très différent des autres, tout le temps, sans arrêt. C'était son grand système ».

### Radicalité du propos et rapport aux acteurs

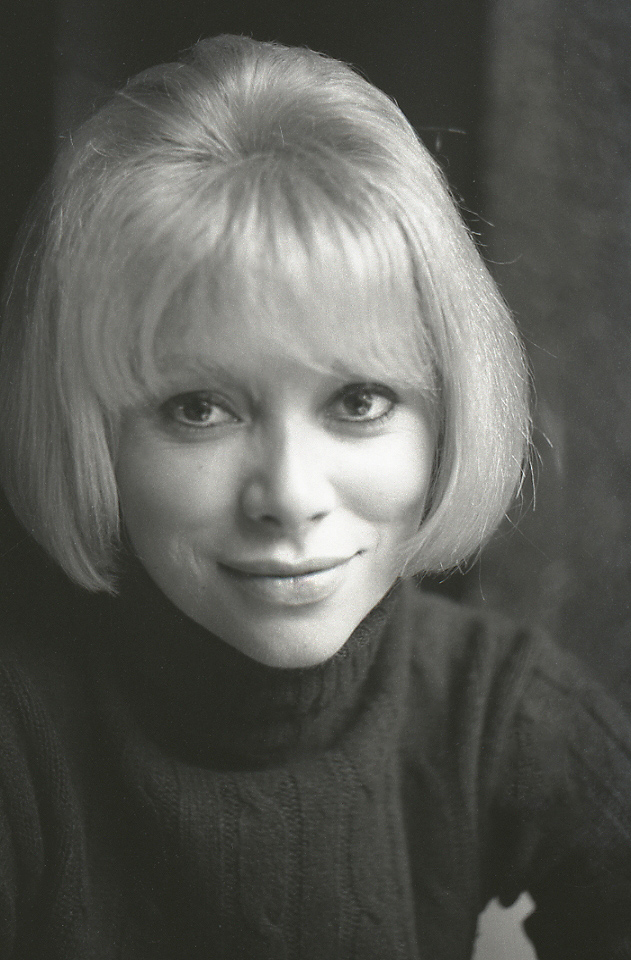
Mireille Darc en 1968.

Le long monologue érotique de Corinne au début du film est explicitement inspiré de la confession de Bibi Andersson dans le film Persona d'Ingmar Bergman, que Godard a vu au printemps 1967 et qui l'a beaucoup impressionné. Mireille Darc, en contre-jour, vêtue seulement d'un soutien-gorge et d'une culotte, raconte sa rencontre avec un inconnu, un rapport sexuel dans une voiture, puis à la maison, avec l'intervention d'une amie. Le texte récité est librement inspiré de l'Histoire de l'œil de Georges Bataille,.
La violence irrationnelle et immotivée à laquelle se livrent tous les personnages est aussi une violence de l'image, les cadavres brûlés et les voitures accidentées reposant dans des décors naturels d'une beauté évocatrice. Le dénouement est une symphonie de l'horreur, l'abattage en direct d'un cochon symbolise celui que Roland devra bientôt subir, mortellement blessé : « On ne peut dépasser l'horreur de la bourgeoisie que par plus d'horreur encore », dit le chef de la guérilla. Les hommes et les femmes au volant perdent toute humanité ; Godard semble haïr la société dans laquelle il vit, et est sans doute dégoûté par les personnages qu'il met en scène. Ce n'est pas un hasard s'il choisit pour le rôle principal une actrice qu'il ne trouve pas sympathique ; il évoque Mireille Darc, qui, fascinée par Pierrot le Fou, lui avait directement proposé de travailler avec lui :

« Godard m'adresse à peine la parole […] et cependant oui, il est d'accord, nous allons tourner ensemble. […] Quand je lui demande pourquoi il consent à ce sacrifice, il a cette réponse qui me passe l'envie de rire : "Parce que vous m'êtes antipathique, parce que je n'aime pas le personnage que vous êtes dans vos films comme dans la vie, et que le personnage de mon film doit être antipathique". »

— Mireille Darc,

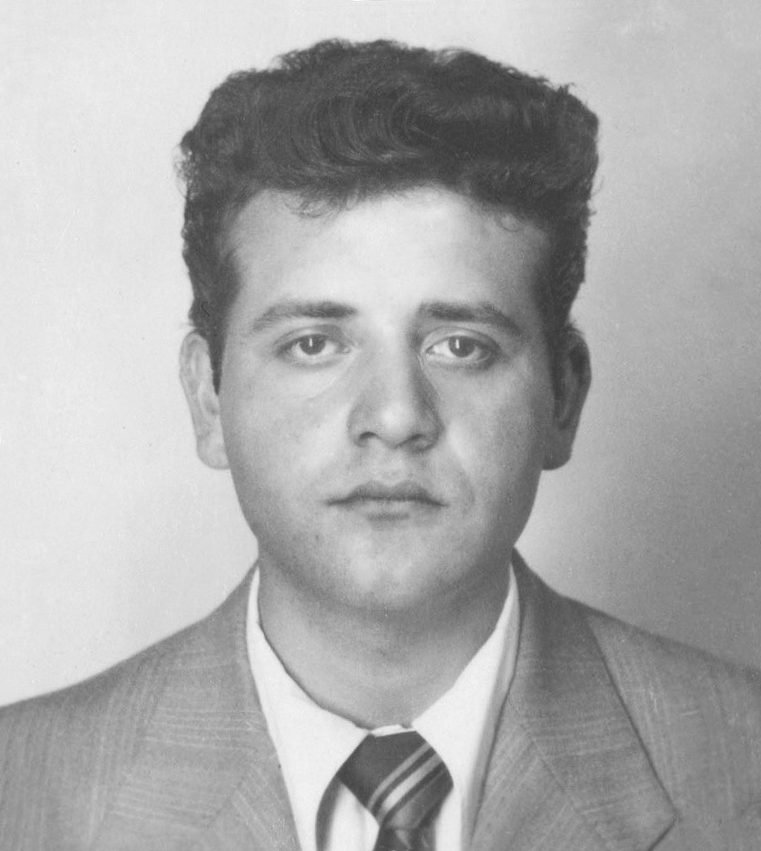
Jean Yanne en 1955.

Tout au long du tournage, le réalisateur ne cesse d'humilier ses acteurs principaux, qui supportent stoïquement et n'abandonnent pas leur travail. Jean Yanne, auquel Godard préférait initialement Michel Constantin, sera de la même façon très malmené et poussé à bout par le réalisateur. Il dira « Je crois que Godard fait du cinéma comme on écrit un livre. D'abord, il utilise les comédiens comme on utilise du papier et de l'encre. Et puis les comédiens, pour lui, c'est un peu comme du bétail, ce sont des personnes dont il se sert pour faire des personnages, sans affection ni considération. Mais c'est très bien comme ça : on va voir un film de Godard, pas untel ou untelle dans un film ». Le tournage est vécu par les deux acteurs principaux comme un service militaire qui, selon Darc, « sentait beaucoup la merde. On a pédalé dans des œufs pourris, charrié les poubelles, rampé dans les sous-bois verdâtres » mais les deux acteurs se sont mutuellement soutenus : « c'était notre fierté mutuelle, de ne pas avoir craqué ».
D'autres acteurs du film, comme Valérie Lagrange, en ont gardé un bon souvenir :

« Godard fait appel à nous au printemps 1967 pour son film Week-end, avec Jean Yanne et Mireille Darc. On jouait le rôle d'une tribu d'anarchistes qui vivait dans la forêt et kidnappait les bourgeois partis en week-end, pour les manger au barbecue. Un scénario qui correspondait parfaitement à notre état d'esprit. À la fin du film, à la suite d'une charge de police, je mourais en chantant une petite chanson d'amour triste dans les bras de Jean-Pierre. Je me souviens de soirées passées dans l'appartement des Buttes Chaumont, avec les acteurs du Living Theatre. Nous portions tous des tenues « arabo-flamboyantes », et je revois encore Jean-Luc Godard, accroupi dans un coin, avec son costume gris et ses lunettes noires, observant comme un ethnologue ces intéressants spécimens. J'adore Godard. Il est intègre et intelligent. J'aurais bien aimé tourner d'autres films avec lui. Je trouve génial ce qu'il a dit à propos de la télé : La télé c'est comme un robinet, quand tu l'ouvres, si l'eau est pure, ça va, mais si elle est empoisonnée, tout le monde est contaminé. »

— Valérie Lagrange

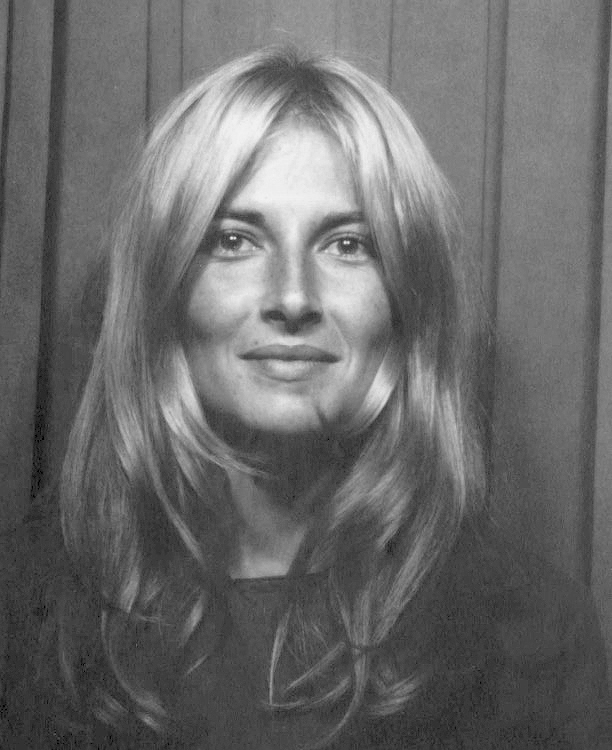
Valérie Lagrange en 1969.

Selon le biographe italien de Godard, Alberto Farassino, la scène finale, où Corinne se nourrit de la chair de Roland, n'est rien d'autre que la sublimation du désir inconscient d'une femme : se débarrasser de son mari pour s'accoupler avec un autre plus fort que lui. Godard fait de la violence un spectacle, ce film apocalyptique et rageur est aussi l'un des plus divertissants du cinéaste ; Soixante-huit est à nos portes, mais l'un de ses mots d'ordre, « L'imagination au pouvoir », est déjà mis en pratique dans ce film amer, violent et coloré.

## Exploitation
Jean-Luc Godard dira de son film : « Week-end, je ne sais pas comment le présenter. C'est un film qui déplaira sûrement à la majorité de spectateurs… Parce que c'est très méchant, grossier, caricatural. C'est fait dans l'esprit de certaines bandes dessinées d'avant-guerre. C'est plus méchant qu'Hara-Kiri, ça rappelle un peu Pim Pam Poum. C'est plein de sang et d'injures. Comme Les Carabiniers, et je pense que pour les mêmes raisons, ça ne marchera pas ».
En effet, l'accueil public est tiède avec 70 000 entrées en première exclusivité parisienne et en définitive avec 263 462 entrées France.
L'accueil critique est plutôt positif. Jean-Louis Bory écrit dans Le Nouvel Observateur « Godard a été l'entomologiste d'une génération perdue entre deux formes de civilisation, l'une née de la révolution, l'autre installée dans la consommation — Marx ou le Coca-Cola —, perdue parce que ces deux formes tendent à se confondre — Marx et le Coca-Cola. Il est aujourd'hui le pamphlétaire d'une génération qui se cherche entre deux formes de révolution qui finiront peut-être par s'épauler. Le cri poussé par l'aigre, maigre et rageur baladin du monde occidental, c'est celui des enfants de Saint-Just et de Lautréamont ».
Jean-Gavril Sluka écrit sur DVDclassik, « Effectivement, Week-end est méchant, grossier, caricatural, c’est-à-dire très drôle, de cet humour tordu qui n’avait pas échappé à David Cronenberg quand il montra le film, en préambule au tournage, à l’équipe de Crash. C’est également une apothéose sidérante [qui] contient toute la furie, la détresse, l’angoisse d’un cinéaste qui a poussé son art, et son média, vers un point de rupture. Un geste anti-romantique [...] Godard ne voulait pas faire partie du cinéma, il voulait être le cinéma. Son vœu a été accompli : il est devenu son totem et son tabou. On nous avait appris à chérir les cow-boys, lui s'est identifié aux Peaux-Rouges ».
En Allemagne de l'Ouest, Filmdienst a estimé qu'on pouvait discuter de la fin du film, mais pas de « la virtuosité de Godard en tant que réalisateur ». Ainsi, le « travelling d'une dizaine de minutes le long d'un cortège de voitures sur une route de campagne », accompagné d'un « fond sonore assourdissant », est l'une des « séquences inoubliables de l'histoire du cinéma ». Il s'agit d'un « film monstrueusement agressif, qui verse sa critique dans une forme intellectuelle et séduit par sa virtuosité formelle ». Pour l'Evangelischer Filmbeobachter, Week-end est semblable à un « météore de voitures cabossées et en feu, de ferraille, de sang, de cadavres, de rites barbares et de discussion de théories révolutionnaires populaires ». Il en résulte « [un] film délibérément choquant, composé d'un nombre incalculable de citations, de références, de tirades rhétoriques et de remarques critiques, et qui invite inévitablement au débat ». Le site web filmzentrale.com estime qu'il s'agit peut-être du plus ambitieux film de Godard, dans lequel « chaque conflit est une question de vie ou de mort poussée à l'extrême ».
Aux États-Unis, Roger Ebert est dès sa critique du 11 avril 1969 dithyrambique : « C'est son meilleur film, et le plus inventif. C'est presque du cinéma à l'état pur. Il est certain qu'il sera ardemment détesté par un grand nombre de personnes, dont les fans de Godard. Mais les films révolutionnaires mettent toujours un certain temps à être rattrapés par le public ».